# Roemenië op de Olympische Zomerspelen 2012
Roemenië nam deel aan de Olympische Zomerspelen 2012 in Londen, Verenigd Koninkrijk.

## Medailleoverzicht
| Sport       | Olympiër                                                                 | Onderdeel           | Medaille |
| ----------- | ------------------------------------------------------------------------ | ------------------- | -------- |
| Gymnastiek  | Sandra Izbașa                                                            | sprong (v)          | Goud     |
| Schietsport | Alin Moldoveanu                                                          | 10m luchtgeweer (m) | Goud     |
| Gymnastiek  | Cătălina Ponor                                                           | vloer (v)           | Zilver   |
| Judo        | Alina Dumitru                                                            | -48kg (v)           | Zilver   |
| Judo        | Corina Căprioriu                                                         | -57kg (v)           | Zilver   |
| Schermen    | Tiberiu Dolniceanu Rareș Dumitrescu Alexandru Sirițeanu Florin Zalomir   | sabel team (m)      | Zilver   |
| Gymnastiek  | Diana Bulimar Diana Chelaru Larisa Iordache Sandra Izbașa Cătălina Ponor | meerkamp team (v)   | Brons    |

De medailles in het gewichtheffen, brons voor Răzvan Martin bij de mannen lichtgewichten (-69 kg) en zilver voor Roxana Daniela Cocos bij de vrouwen lichtzwaargewichten (-69 kg) werden hun in later stadium ontnomen (doping).

## Deelnemers en resultaten
(m) = mannen, (v) = vrouwen

### Atletiek
| Olympiër          | Onderdeel              | Resultaat | Prestatie                                              |
| ----------------- | ---------------------- | --------- | ------------------------------------------------------ |
| Marius Ionescu    | marathon (m)           | 26e       | 2:16.28                                                |
| Marius Cocioran   | 50km snelwandelen (m)  | 39e       | 3:57.52                                                |
|                   |                        |           |                                                        |
| Marius Ionescu    | 100m (v)               | 38e       | serie 4: 5de in 11,44                                  |
| Marius Ionescu    | 200m (v)               | 36e       | serie 1: 6de in 23,46                                  |
| Bianca Răzor      | 400m (v)               | 29e       | serie 6: 5de in 52,83                                  |
| Mirela Lavric     | 800m (v)               | 12e       | serie 6: 4de in 2.01,65 halve finale 2: 6de in 2.00,46 |
| Roxana Bârcă      | 5000m (v)              | 34e       | serie 2: 18de in 16.01,04                              |
| Angela Moroșanu   | 400m horden (v)        | 25e       | serie 4: 5de in 56,64                                  |
| Ancuța Bobocel    | 3000m steeplechase (v) | 14e       | serie 3: 5de in 9.31,06                                |
| Cristina Casandra | 3000m steeplechase (v) | 34e       | serie 2: 12de in 9.58,83                               |
| Constantina Diță  | marathon (v)           | 86e       | 2:41.34                                                |
| Lidia Șimon       | marathon (v)           | 45e       | 2:32.46                                                |
| Claudia Ștef      | 20km snelwandelen (v)  | 38e       | 1:33.56                                                |
| Viorica Țigău     | verspringen (v)        | 24e       | kwalificatie groep B: 10de met 6,21m                   |
| Cristina Bujin    | hink-stap-springen (v) | DNF       | kwalificatie groep A: geen geldige poging              |
| Esthera Petre     | hoogspringen (v)       | 20e       | kwalificatie groep A: 11de met 1,85m                   |
| Nicoleta Grasu    | discuswerpen (v)       | 14e       | kwalificatie groep B: 7de met 61,86m                   |
| Bianca Perie      | kogelslingeren (v)     | 22e       | kwalificatie groep A: 11de met 68,34m                  |

### Boksen
| Olympiër        | Onderdeel | Resultaat | Prestatie                                          |
| --------------- | --------- | --------- | -------------------------------------------------- |
| Bogdan Juratoni | -75kg (m) | 8e        | 1ste ronde: vrij 2de ronde: V van UZB Atoev: 10-12 |
|                 |           |           |                                                    |
| Mihaela Lăcătuș | -60kg (m) | 9e        | 1ste ronde: V van CHN Dong: 5-10                   |

### Gewichtheffen
| Olympiër             | Onderdeel  | Resultaat | Prestatie                                                   |
| -------------------- | ---------- | --------- | ----------------------------------------------------------- |
| Florin Croitoru      | -56kg (m)  | 9e        | trekken: 8ste met 121kg stoten: 9de met 147kg totaal: 268kg |
| Răzvan Martin        | -69kg (m)  | DSQ       | trekken: 2de met 152kg stoten: 4de met 180kg totaal: 232kg  |
| Gabriel Sîncrăian    | -85kg (m)  | DNF       | trekken: geen geldige poging                                |
|                      |            |           |                                                             |
| Roxana Daniela Cocos | -69kg (vm) | DSQ       | trekken: 4de met 113kg stoten: 2de met 143kg totaal: 256kg  |

### Gymnastiek
| Olympiër                                                                             | Onderdeel                | Resultaat | Prestatie |
| ------------------------------------------------------------------------------------ | ------------------------ | --------- | --- |
| Flavius Koczi                                                                        | sprong (m)               | 7e        | kwalificatie: 6de met 15,949 punten finale: 7de met 15,633 punten |
| Flavius Koczi                                                                        | vloer (m)                | 7e        | kwalificatie: 3de met 15,66 punten finale: 7de met 15,100 punten |
| Flavius Koczi                                                                        | individuele meerkamp (m) | 25e       | kwalificatie: 25ste brug: 37ste met 13,500 punten paard voltige: 29ste met 13,400 punten rekstok: 39ste met 12,633 punten ringen: 15de met 14,600 punten sprong: 6de met 16,066 punten vloer: 2de met 15,666 punten totaal: 85,865 punten                                                                             |
| Cristian Ioan Bățagă Marius Daniel Berbecar Ovidiu Buidoso Vlad Cotuna Flavius Koczi | meerkamp team (m)        | 10e       | kwalificatie: 10de brug: 7de met 44,832 punten paard voltige: 11de met 39,899 punten rekstok: 11de met 41,257 punten ringen: 9de met 43,899 punten sprong: 9de met 47,332 punten vloer: 4de met 45,348 punten totaal: 262,567 punten                                                                                  |
|                                                                                      |                          |           | |
| Larisa Iordache                                                                      | balk (v)                 | 6e        | kwalificatie: 11de met 14,800 punten finale: 6de met 14,200 punten |
| Cătălina Ponor                                                                       | balk (v)                 | 4e        | kwalificatie: 8ste met 15,033 punten finale: 4de met 15,066 punten |
| Sandra Izbașa                                                                        | sprong (v)               | Goud      | kwalificatie: 2de met 15,316 punten finale: 1ste met 15,191 punten |
| Sandra Izbașa                                                                        | vloer (v)                | 8e        | kwalificatie: 2de met 15,066 punten finale: 8ste met 13,333 punten |
| Cătălina Ponor                                                                       | vloer (v)                | Zilver    | kwalificatie: 7de met 14,600 punten finale: 2de met 15,200 punten |
| Larisa Iordache                                                                      | individuele meerkamp (v) | 9e        | kwalificatie: 9de balk: 6de met 14,800 punten brug: 19de met 14,100 punten sprong: 7de met 15,100 punten vloer: 23ste met 13,800 punten totaal: 57,800 punten finale: 9de balk: 4de met 14,966 punten brug: 13de met 14,233 punten sprong: 7de met 14,933 punten vloer: 16de met 13,833 punten totaal: 57,965 punten  |
| Sandra Izbașa                                                                        | individuele meerkamp (v) | 5e        | kwalificatie: 11de balk: 9de met 14,600 punten brug: 50ste mete 12,366 punten sprong: 5de met 15,500 punten vloer: 2de met 15,066 punten totaal: 57,532 punten finale: 5de balk: 7de met 14,400 punten brug: 17de met 13,900 punten sprong: 4de met 15,333 punten vloer: 1ste met 15,200 punten totaal: 58,833 punten |
| Diana Bulimar Diana Chelaru Larisa Iordache Sandra Izbașa Cătălina Ponor             | meerkamp team (v)        | Brons     | kwalificatie: 4de balk: 3de met 44,699 punten brug: 8ste met 41,833 punten sprong: 3de met 45,733 punten vloer: 1ste met 43,999 punten totaal: 176,264 punten finale: 3de balk: 2de met 45,249 punten brug: 8ste met 41,465 punten sprong: 3de met 45,000 punten vloer: 2de met 44,700 punten totaal: 176,414 punten  |

e

### Judo
| Olympiër          | Onderdeel  | Resultaat | Prestatie |
| ----------------- | ---------- | --------- | --- |
| Dan Fâșie         | -66kg (m)  | 17e       | 1ste ronde: vrij 2de ronde: V van FRA Larose: waza-ari |
| Daniel Brata      | -100kg (m) | 17e       | 1ste ronde: V van GEO Zjorzjoliani: waza-ari |
| Vlăduț Simionescu | +100kg (m) | 9e        | 1ste ronde: W van KGZ Krakovetskii: ippon 2de ronde: V van GER Tölzer: ippon |
|                   |            |           | |
| Alina Dumitru     | -48kg (v)  | Zilver    | 1ste ronde: W van CUB Mestre Álvarez: ippon kwartfinale: W van MGL Urantsetseg: yuko halve finale: W van JPN Fukumi: waza-ari finale: V van BRA Menezes: yuko                                        |
| Andreea Chițu     | -52kg (v)  | 9e        | 1ste ronde: W van ALG Haddad: ippon 2de ronde: V van BEL Heylen: yuko |
| Corina Căprioriu  | -57kg (v)  | Zilver    | 1ste ronde: W van CHN Wang: waza-ari 2de ronde: W van DJI Raguib: waza-ari kwartfinale: W van HUN Karakas: beslissing halve finale: W van USA Malloy: waza-ari finale: V van JPN Matsumoto: waza-ari |

### Kanovaren
| Olympiër                                                | Onderdeel     | Resultaat | Prestatie                                                                            |
| ------------------------------------------------------- | ------------- | --------- | ------------------------------------------------------------------------------------ |
| Josif Chirilă                                           | C-1 1000m (m) | 11e       | serie 3: 1ste in 4.05,863 halve finale 2: 6de in 4.07,794 finale B: 3de in 3.59,730  |
| Alexandru Dumitrescu Victor Mihalachi                   | C-2 1000m (m) | 7e        | serie 2: 4de in 3.43,787 halve finale 1: 3de in 3.36,551 finale: 7de in 3.43,005     |
| Bogdan Mada Ionuț Mitrea                                | K-2 200m (m)  | 13e       | serie 1: 5de in 33,978 halve finale 1: 5de in 34,253 finale B: 5de in 46,495         |
| Petrus Gavrila Toni Ioneticu Traian Neagu Ștefan Vasile | K-4 1000m (m) | 8e        | serie 1: 4de in 3.12,371 halve finale: 5de in 2.55,027 finale: 8ste in 2.58,223      |
|                                                         |               |           |                                                                                      |
| Irina Lauric Iuliana Paleu                              | K-2 500m (v)  | 16e       | serie 1: 3de in 1.46,001 halve finale 1: 8ste in 1.49,216 finale B: 8ste in 1.52,468 |

### Roeien
| Olympiër | Onderdeel       | Resultaat | Prestatie                                                                       |
| --- | --------------- | --------- | ------------------------------------------------------------------------------- |
| Marius Vasile Cozmiuc Florin Curuea George Alexandru Pălămariu Cristi-Ilie Pîrghie                                                        | vier-zonder (m) | 12e       | serie 2: 2de in 5.52,87 halve finale 2: 6de in 6.12,74 finale B: 6de in 6.16,20 |
| |                 |           |                                                                                 |
| Georgeta Andrunache Viorica Susanu | twee-zonder (m) | 5e        | serie 1: 3de in 7.05,39 herkansingen: 1ste in 7.08,42 finale: 5de in 7.37,67    |
| Nicoleta Albu Enikő Barabás Roxana Cogianu Adelina Cojocariu Irina Dorneanu Teodora Gîdoiu Cristina Grigoraș Camelia Lupașcu Ioana Rotaru | acht (m)        | 4e        | serie 2: 2de in 6.16,61 herkansingen: 2de in 6.16,16 finale: 4de in 6.17,64     |

### Schermen
| Olympiër                                                               | Onderdeel      | Resultaat | Prestatie |
| ---------------------------------------------------------------------- | -------------- | --------- | --- |
| Radu Dărăban                                                           | floret (m)     | 17e       | 1ste ronde: W van HKG Choi: 15-12 2de ronde: V van ITA Aspromonte: 11-15 |
| Tiberiu Dolniceanu                                                     | sabel (m)      | 17e       | 1ste ronde: vrij 2de ronde: V van USA Homer: 11-15 |
| Rareș Dumitrescu                                                       | sabel (m)      | 4e        | 1ste ronde: vrij 2de ronde: W van UKR Boiko: 15-12 3de ronde: W van BLR Buikevich: 15-6 kwartfinale: W van USA Homer: 15-13 halve finale: V van ITA Occhiuzzi: 11-15 bronzen finale: V van RUS Kovalev: 10-15 |
| Florin Zalomir                                                         | sabel (m)      | 17e       | 1ste ronde: W van IRI Abedini: 15-7 2de ronde: V van KOR Gu: 12-15 |
| Tiberiu Dolniceanu Rareș Dumitrescu Alexandru Sirițeanu Florin Zalomir | sabel team (m) | Zilver    | 1ste ronde: W van China: 45-30 halve finale: W van Rusland: 45-43 finale: V van Zuid-Korea: 26-45 |
|                                                                        |                |           | |
| Ana Maria Brânză                                                       | degen (v)      | 9e        | 1ste ronde: vrij 2de ronde: W van TPE Hsu: 15-8 3de ronde: V van UKR Shemyakina: 13-14 |
| Simona Gherman                                                         | degen (v)      | 5e        | 1ste ronde: vrij 2de ronde: W van GBR Lawrence: 15-9 3de ronde: W van FRA Flessel-Colovic: 15-3 kwartfinale: V van UKR Shemyakina: 14-15                                                                      |
| Anca Măroiu                                                            | degen (v)      | 5e        | 1ste ronde: vrij 2de ronde: W van UKR Kryvytska: 15-10 3de ronde: W van RUS Sivkova: 15-11 kwartfinale: V van KOR Shin: 14-15                                                                                 |
| Ana Maria Brânză Simona Gherman Anca Măroiu Loredana Dinu              | degen team (v) | 6e        | 1ste ronde: V van Zuid-Korea: 38-45 5-8ste plek: W van Italië: 45-38 5-6de plek: V van Duitsland: 36-45 |
| Bianca Pascu                                                           | sabel (v)      | 17e       | 1ste ronde: V van CHN Zhu: 10-15 |

### Schietsport
| Olympiër               | Onderdeel           | Resultaat | Prestatie                                                                               |
| ---------------------- | ------------------- | --------- | --------------------------------------------------------------------------------------- |
| Alin George Moldoveanu | 10m luchtgeweer (m) | Goud      | kwalificatie: 2de met 599 punten (100-100-100-100-99-100) finale: 1ste met 702,1 punten |
|                        |                     |           |                                                                                         |
| Alin George Moldoveanu | skeet (v)           | 12e       | kwalificatie: 12de met 65 punten (25-20-20)                                             |

### Tafeltennis
| Olympiër         | Onderdeel     | Resultaat | Prestatie |
| ---------------- | ------------- | --------- | --- |
| Adrian Crișan    | enkelspel (m) | 5e        | voorronde: vrij 1ste ronde: vrij 2de ronde: vrij 3de ronde: W van ESP Zhiwen: 4-2 (5-11, 11-8, 11-5, 9-11, 11-8, 11-9) 4de ronde: W van GER Boll: 4-1 (11-9, 8-11, 15-13, 12-10, 11-6) kwartfinale: V van TPE Chuang: 0-4 (3-11, 4-11, 4-11, 5-11) |
|                  |               |           | |
| Daniela Dodean   | enkelspel (v) | 17e       | voorronde: vrij 1ste ronde: vrij 2de ronde: W van UKR Bilenko: 4-3 (4-11, 8-11, 11-5, 5-11, 11-7, 11-9, 11-2) 3de ronde: V van CHN Ding: 0-4 (4-11, 3-11, 9-11, 6-11)                                                                              |
| Elizabeta Samara | enkelspel (v) | 9e        | voorronde: vrij 1ste ronde: vrij 2de ronde: W van EGY Meshref: 4-1 (7-11, 11-7, 13-11, 11-6, 11-8) 3de ronde: W van HKG Tie: 4-2 (11-9, 11-9, 11-8, 6-11, 5-11, 11-8) 4de ronde: V van NED Li: 2-4 (5-11, 11-8, 11-13, 11-6, 9-11, 7-11)           |

### Tennis
| Olympiër                    | Onderdeel      | Resultaat | Prestatie                                             |
| --------------------------- | -------------- | --------- | ----------------------------------------------------- |
| Adrian Ungur                | enkelspel (m)  | 33e       | 1ste ronde: V van LUX Müller: 3-6, 3-6                |
| Horia Tecău Adrian Ungur    | dubbelspel (m) | 17e       | 1ste ronde: V van CAN Nestor/Pospisil: 3-6, 6-7(9)    |
|                             |                |           |                                                       |
| Irina-Camelia Begu          | enkelspel (v)  | 33e       | 1ste ronde: V van BLR Azarenka: 1-6, 6-3, 1-6         |
| Sorana Cîrstea              | enkelspel (v)  | 33e       | 1ste ronde: V van ITA Pennetta: 2-6, 6-4, 2-6         |
| Simona Halep                | enkelspel (v)  | 33e       | 1ste ronde: V van KAZ Sjvedova: 4-6, 2-6              |
| Sorana Cîrstea Simona Halep | dubbelspel (v) | 17e       | 1ste ronde: V van USA S Williams/V Williams: 2-6, 5-7 |

### Waterpolo
| Olympiër | Onderdeel | Resultaat | Prestatie |
| --- | --------- | --------- | --- |
| Dragoș Stoenescu Cosmin Radu Tiberiu Negrean Nicolae Diaconu Andrei Iosep Andrei Bușilă Alexandru Matei-Guiman Mihnea Chioveanu Dimitri Goanță Ramiro Georgescu Alexandru Ghiban Kalman Kadar Mihai Drăgușin | mannen    | 10e       | groep A: 5de W van Groot-Brittannië: 13-4 V van Verenigde Staten: 8-10 V van Hongarije: 15-17 V van Montenegro: 8-12 V van Servië: 4-12 |

| Groep A |                  |             |             |             |             |        |        |        |        |
| #       | Land             | Wedstrijden | Wedstrijden | Wedstrijden | Wedstrijden | Punten | Punten | Punten | Punten |
| #       | Land             | G           | W           | G           | V           | V      | T      | Saldo  | Punten |
| 1       | Servië           | 5           | 4           | 1           | 0           | 69     | 38     | +31    | 9      |
| 2       | Montenegro       | 5           | 3           | 1           | 1           | 54     | 41     | +13    | 7      |
| 3       | Hongarije        | 5           | 3           | 0           | 2           | 65     | 52     | +13    | 6      |
| 4       | Verenigde Staten | 5           | 3           | 0           | 2           | 43     | 44     | −1     | 6      |
| 5       | Roemenië         | 5           | 1           | 0           | 4           | 48     | 55     | −7     | 2      |
| 6       | Groot-Brittannië | 5           | 0           | 0           | 5           | 28     | 77     | −49    | 0      |

| Ronde      | Datum  | Plaats           | Land  | Score            | Land |
| ---------- | ------ | ---------------- | ----- | ---------------- | ---- |
| Groepsfase |        |                  |       |                  |      |
| 29 juli    | Londen | Roemenië         | 13-4  | Groot-Brittannië |      |
| 31 juli    | Londen | Verenigde Staten | 10-8  | Roemenië         |      |
| 2 augustus | Londen | Roemenië         | 15-17 | Hongarije        |      |
| 4 augustus | Londen | Montenegro       | 12-8  | Roemenië         |      |
| 6 augustus | Londen | Roemenië         | 4-12  | Servië           |      |

### Wielersport
| Olympiër       | Onderdeel        | Resultaat | Prestatie      |
| -------------- | ---------------- | --------- | -------------- |
| Andrei Nechita | wegwedstrijd (m) | DNF       | niet gefinisht |

### Worstelen
| Olympiër             | Onderdeel   | Resultaat   | Prestatie                                               |
| Vrije stijl          | Vrije stijl | Vrije stijl | Vrije stijl                                             |
| -------------------- | ----------- | ----------- | ------------------------------------------------------- |
| Rareș Chintoan       | -120kg (m)  | 10e         | kwalificatie: vrij 1ste ronde: V van KAZ Shabanbay: 1-3 |
| Grieks-Romeins       |             |             |                                                         |
| Alin Alexuc-Ciurariu | -96kg (m)   | 16e         | kwalificatie: V van BUL Guri: 0-3                       |

### Zwemmen
| Olympiër          | Onderdeel            | Resultaat | Prestatie                                                |
| ----------------- | -------------------- | --------- | -------------------------------------------------------- |
| Norbert Trandafir | 50m vrije slag (m)   | 16e       | serie 6: 5de in 22,22 (NR) halve finale 2: 8ste in 22,30 |
| Norbert Trandafir | 100m vrije slag (m)  | 17e       | serie 5: 1ste in 49,02                                   |
| Dragos Agache     | 100m schoolslag (m)  | 37e       | serie 3: 8ste in 1.02,93                                 |
| Alexandru Coci    | 200m vlinderslag (m) | 29e       | serie 2: 5de in 1.59,67                                  |
|                   |                      |           |                                                          |
| Camelia Potec     | 200m vrije slag (v)  | 25e       | serie 2: 2de in 2.01,15                                  |
| Camelia Potec     | 400m vrije slag (v)  | 20e       | serie 3: 6de in 4.11,43                                  |
| Camelia Potec     | 800m vrije slag (v)  | 23e       | serie 4: 7de in 8.38,44                                  |

Afghanistan · Albanië · Algerije · Amerikaanse Maagdeneilanden · Amerikaans-Samoa · Andorra · Angola · Antigua en Barbuda · Argentinië · Armenië · Aruba · Australië · Azerbeidzjan · Bahama's · Bahrein · Bangladesh · Barbados · België · Belize · Benin · Bermuda · Bhutan · Bolivia · Bosnië en Herzegovina · Botswana · Brazilië · Britse Maagdeneilanden · Brunei · Bulgarije · Burkina Faso · Burundi · Cambodja · Canada · Centraal-Afrikaanse Republiek · Chili · China · Chinees Taipei · Colombia · Comoren · Congo-Brazzaville · Congo-Kinshasa · Cookeilanden · Costa Rica · Cuba · Cyprus · Denemarken · Djibouti · Dominica · Dominicaanse Republiek · Duitsland · Ecuador · Egypte · El Salvador · Equatoriaal-Guinea · Eritrea · Estland · Ethiopië · Fiji · Filipijnen · Finland · Frankrijk · Gabon · Gambia · Georgië · Ghana · Grenada · Griekenland · Groot-Brittannië · Guam · Guatemala · Guinee · Guinee‑Bissau · Guyana · Haïti · Honduras · Hongarije · Hongkong · Ierland · IJsland · India · Indonesië · Irak · Iran · Israël · Italië · Ivoorkust · Jamaica · Japan · Jemen · Jordanië · Kaaimaneilanden · Kaapverdië · Kameroen · Kazachstan · Kenia · Kirgizië · Kiribati · Koeweit · Kroatië · Laos · Lesotho · Letland · Libanon · Liberia · Libië · Liechtenstein · Litouwen · Luxemburg · Macedonië · Madagaskar · Malawi · Maldiven · Maleisië · Mali · Malta · Marshalleilanden · Marokko · Mauritanië · Mauritius · Mexico · Micronesië · Moldavië · Monaco · Mongolië · Montenegro · Mozambique · Myanmar · Namibië · Nauru · Nederland · Nepal · Nicaragua · Nieuw-Zeeland · Niger · Nigeria · Noord-Korea · Noorwegen · Oeganda · Oekraïne · Oezbekistan · Oman · Oostenrijk · Oost-Timor · Pakistan · Palau · Palestina · Panama · Papoea-Nieuw-Guinea · Paraguay · Peru · Polen · Portugal · Puerto Rico · Qatar · Roemenië · Rusland · Rwanda · Saint Kitts en Nevis · Saint Lucia · Saint Vincent en Grenadines · Salomonseilanden · Samoa · San Marino · Sao Tomé en Principe · Saoedi-Arabië · Senegal · Servië · Seychellen · Sierra Leone · Singapore · Slovenië · Slowakije · Soedan · Somalië · Spanje · Sri Lanka · Suriname · Swaziland · Syrië · Tadzjikistan · Tanzania · Thailand · Togo · Tonga · Trinidad en Tobago · Tsjaad · Tsjechië · Tunesië · Turkije · Turkmenistan · Tuvalu · Uruguay · Vanuatu · Venezuela · Verenigde Arabische Emiraten · Verenigde Staten · Vietnam · Wit-Rusland · Zambia · Zimbabwe · Zuid-Afrika · Zuid-Korea · Zweden · Zwitserland · Onafhankelijke atleten